# 桃源路街道
桃源路街道，是中华人民共和国安徽省马鞍山市花山区下辖的一个乡镇级行政单位。

## 行政区划
桃源路街道下辖以下地区：
新岗社区、采秣社区、景城社区、梨苑社区、师苑社区、梅花园社区、珍珠园社区、江东社区和东南社区。